# تپه برونده
تپه برونده مربوط به هزاره دوم تا دوران‌های تاریخی پس از اسلام است و در شهرستان زنجان، بخش قره پشتلو، روستای بیرونده واقع شده و این اثر در تاریخ ۷ مهر ۱۳۸۱ با شمارهٔ ثبت ۶۱۶۸ به‌عنوان یکی از آثار ملی ایران به ثبت رسیده است.